# 伊保内村
伊保内村（いぼないむら）は、1955年（昭和30年）まで岩手県九戸郡にあった村。現在の九戸村伊保内・荒屋・小倉・長興寺・雪屋にあたる。

## 沿革
- 1889年（明治22年）4月1日 - 町村制施行にともない、伊保内村・荒屋村・小倉村・長興寺村・雪屋村の計5か村が合併して新制の北九戸郡伊保内村が発足。
- 1897年（明治30年）4月1日 - 北九戸郡と南九戸郡が合併して九戸郡が成立[1]。九戸郡伊保内村となる。
- 1955年（昭和30年）4月1日 - 江刺家村・戸田村と合併し、九戸村となる。

## 行政

### 歴代村長
| 代      | 氏名         | 就任                       | 退任                       | 備考 |
| ------- | ------------ | -------------------------- | -------------------------- | ---- |
| 1       | 菅直道       | 明治22年（1889年）         | 明治30年（1897年）         |      |
| 2       | 小野寺億太郎 | 明治30年（1897年）         | 明治33年（1900年）         |      |
| 3       | 小野寺文選   | 明治33年（1900年）         | 明治34年（1901年）         |      |
| 4       | 及川菊太郎   | 明治35年（1902年）         | 明治39年（1906年）         |      |
| 5       | 関庄五郎     | 明治39年（1906年）         | 明治40年（1907年）         |      |
| 6       | 福井与七     | 明治40年（1907年）         | 明治41年（1908年）         |      |
| 7       | 付岡弘毅     | 明治41年（1908年）         | 明治44年（1911年）         |      |
| 8       | 小野寺忠雄   | 明治45年（1912年）         | 大正7年（1918年）2月18日   |      |
| 9       | 加藤民蔵     | 大正7年（1918年）3月6日    | 大正9年（1920年）10月9日   |      |
| 10      | 小野寺忠雄   | 大正9年（1920年）12月12日  | 大正13年（1924年）12月30日 | 再任 |
| 11      | 小野寺行三   | 大正13年（1924年）12月31日 | 昭和3年（1928年）3月3日    |      |
| 12      | 関音蔵       | 昭和3年（1928年）5月5日    | 昭和7年（1932年）5月4日    |      |
| 13      | 佐々木金蔵   | 昭和7年（1932年）6月13日   | 昭和9年（1934年）11月21日  |      |
| 14      | 小野寺忠雄   | 昭和9年（1934年）12月25日  | 昭和13年（1938年）12月24日 | 三任 |
| 15      | 及川要一郎   | 昭和13年（1938年）12月25日 | 昭和14年（1939年）7月15日  |      |
| 16 - 17 | 及川憲太郎   | 昭和14年（1939年）8月21日  | 昭和21年（1946年）12月11日 |      |
| 18 - 19 | 伊保内末一   | 昭和22年（1947年）4月5日   | 昭和26年（1951年）8月28日  |      |
| 20      | 近藤安六     | 昭和26年（1951年）10月2日  | 昭和28年（1953年）10月10日 |      |
| 21      | 小野寺一     | 昭和28年（1953年）11月19日 | 昭和30年（1955年）3月31日  |      |